# Абугида

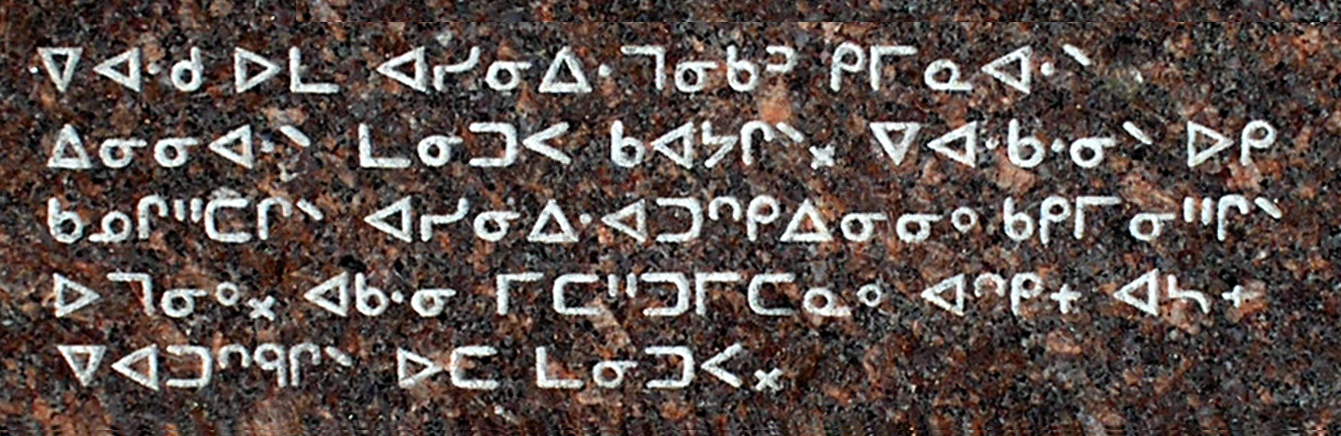
Надпись канадским слоговым письмом

Абуги́да (консонантно-слоговое, алфавитно-слоговое письмо) — разновидность слоговой письменности, в которой слоги с одинаковой согласной, но с разными гласными обозначаются видоизменёнными формами одного базового знака (например, эфиопское письмо) и/или дополнительными знаками (индийское письмо). При этом одна из гласных букв считается базовой, и слог с ней обозначается исходной графемой без каких-либо изменений.
Абугида отличается как от собственно слогового письма (где знаки для слогов с одной и той же согласной, но разной гласной, отличаются друг от друга графически), так и от консонантного (где гласные или вовсе не обозначаются, или обозначаются диакритиками по необходимости, при этом базовый знак читается как согласная, а не слог) и консонантно-вокалического (где и для гласных, и для согласных имеются отдельные знаки).

## Название
Слово «абугида» происходит от названия эфиопского письма на геэзе — አቡጊዳ — которое представляет собой названия первых четырёх знаков этого письма, соответствующих исходному семитскому порядку (A B G D). Это название соответствует другим названиям письменностей — алфавит (из названий греческих букв), алефбет, азбука (славянских), абетка, абецеда, абецадло (основанных на латинице), абджад (основанных на арабице).

## Черты письменности
В абугидах есть основная форма знака, обозначающая, как правило, слог с некоторой гласной, которая считается базовой (обычно a). Другие гласные обозначаются диакритиками сверху (деванагари के /keː/) или снизу (कु /ku/), добавочными знаками слева (कि /ki/), справа (को /kοː/) или с двух сторон (там. கௌ /kau/) от базового знака.
Во многих абугидах существует особая диакритика, которая обозначает согласный без гласного. Она известна по санскритскому названию «вирама» (халант в хинди) и в деванагари ставится под буквой: क् /k/. В то же время большинство сочетаний согласных в индийских письменностях обозначается обычно не с помощью вирамы, а с помощью специальных лигатур, число которых может доходить до нескольких сотен.
В других абугидах понятие базового знака как такового отсутствует, а гласные обозначаются выбором положения знака вокруг своей оси. Например, в канадском слоговом письме (язык инуктитут): ᐱ pi, ᐳ pu, ᐸ pa; ᑎ ti, ᑐ tu, ᑕ ta.
В письме ронг, используемом для тибето-бирманского языка лепча, одним знаком с помощью диакритик можно обозначать даже закрытые слоги типа CVC. Например, слог [sok] будет писаться примерно как s̥̽, где кружочек снизу обозначает гласный /o/, а крестик сверху — конечное /k/. Несколько абугид в Индонезии также обозначают конечные согласные с помощью диакритик, но обычно это распространяется лишь на одну или две носовые согласные, типа /ŋ/.

### Различия между абугидой и слоговой азбукой
Тип алфавита в индийских и эфиосемитских языках носит название «абугида» или «альфасиллабарий». Иногда его путают со слоговой азбукой, однако, отличие от слоговой азбуки, все слоги, начинающиеся с одинаковых согласных, в абугиде основаны на одном и том же символе, а для выражения отдельного слога требуется более одного символа. В XIX веке подобные системы называли «силлабариями» — термином, сохранившимся в названии «силлабарий канадских аборигенов», который по сути является абугидой. В настоящей слоговой азбуке отсутствует систематическая графическая схожесть между фонетически связанными символами (хотя в некоторых системах имеется графическая схожесть у гласных). То есть, например, символы для выражения ka, ko и ke не имеют ни единого сходства относительно наличия общего /k/. Для сравнения, в абугиде каждая графема обычно представляет собой один слог, а символы, выражающие связанные звуки, схожи графически (обычно общий согласный имеет относительно стабильные указатели для выражения гласного звука в слоге). Например, в абугиде деванагари слоги /ke/, /ka/ и /ko/ выражаются символами के, का и कॊ соответственно, с क для общего k.

## Список абугид

### Настоящие абугиды
- Индийское письмо
  - Брахми
  - Деванагари и многие другие
- Кхароштхи
- Эфиопское письмо

አ ቡ ጊ ዳ ሄ ው ዞ — а бу ги да хе вы зо
በ ጉ ዲ ሃ ዌ ዝ ዦ — бэ гу ди ха ве зы жо
ገ ዱ ሂ ዋ ዜ ዥ ሖ — гэ ду хи ва зе жы хо
ደ ሁ ዊ ዛ ዤ ሕ ጦ — дэ ху ви за же хы то
ሀ ዉ ዚ ዣ ሔ ጥ ጮ — хэ ву зи жа хе ты чо
ወ ዙ ዢ ሓ ጤ ጭ ዮ — вэ зу жи ха те чы йо
ዘ ዡ ሒ ጣ ጬ ይ ኮ — зэ жу хи та че йы ко
ዠ ሑ ጢ ጫ ዬ ክ ኾ — жэ ху ти ча йе кы хо
ሐ ጡ ጪ ያ ኬ ኽ ሎ — хэ ту чи йа ке хы ло
ጠ ጩ ዪ ካ ኼ ል ሞ — тэ чу йи ка хе лы мо
ጨ ዩ ኪ ኻ ሌ ም ኖ — чэ йу ки ха ле мы но
የ ኩ ኺ ላ ሜ ን ኞ — йэ ку хи ля ме ны нё
ከ ኹ ሊ ማ ኔ ኝ ሶ — кэ ху ли ма не ны со
ኸ ሉ ሚ ና ኜ ስ ሾ — хэ лю ми на не сы шо
ለ ሙ ኒ ኛ ሴ ሽ ዖ — лэ му ни ня се шы ъо
መ ኑ ኚ ሳ ሼ ዕ ፎ — мэ ну ни са ше ъы фо
ነ ኙ ሲ ሻ ዔ ፍ ጾ — нэ ню си ша ъэ фы цо
ኘ ሱ ሺ ዓ ፌ ጽ ቆ — не су ши ъа фе цы ко
ሰ ሹ ዒ ፋ ጼ ቅ ሮ — сэ шу ъи фа це кы ро
ሸ ዑ ፊ ጻ ቄ ር ሦ — шэ ъу фи ца ке ры со
ዐ ፉ ጺ ቃ ሬ ሥ ቶ — э фу ци ка ре сы то
ፈ ጹ ቂ ራ ሤ ት ቾ — фэ цу ки ра се ты чо
ጸ ቁ ሪ ሣ ቴ ች ኆ — цэ ку ри са те чы хо
ቀ ሩ ሢ ታ ቼ ኅ ጶ — кэ ру си та че хы по
ረ ሡ ቲ ቻ ኄ ጵ ፆ — рэ су ти ча хе пы цо
ሠ ቱ ቺ ኃ ጴ ፅ ፖ — сэ ту чи ха пе цы по
ተ ቹ ኂ ጳ ፄ ፕ ጆ — тэ чу хи па це пы джо
ቸ ኁ ጲ ፃ ፔ ጅ ኦ — чэ ху пи ца пе джы ъо
ኀ ጱ ፂ ፓ ጄ እ ቦ — хэ пу ци па дже ъы бо
ጰ ፁ ፒ ጃ ኤ ብ ጎ — пэ цу пи джа ъэ бы го
ፀ ፑ ጂ ኣ ቤ ግ ዶ — цэ пу джи ъа бе гы до
ፐ ጁ ኢ ባ ጌ ድ ሆ — пэ джу ъи ба ге ды хо
ጀ ኡ ቢ ጋ ዴ ህ ዎ — джэ ъу би га де хы во
- Канадское слоговое письмо, имеющее несколько вариантов для разных языков
- Монгольское квадратное письмо
- Соёмбо

### Письменности, близкие к абугиде
- Тенгвар
- Мероитское письмо
- Тана (Мальдивский язык)
- Письмо Полларда